# Henri Lucas
Pour les articles homonymes, voir Lucas.
Henri Lucas, né le 31 août 1926 à Vermelles et mort dans la même ville le 30 juillet 1978, est un homme politique français. Membre du Parti communiste français, il est maire de Vermelles, conseiller général du canton de Cambrin et député du Pas-de-Calais.

## Biographie
Fils d'un commerçant communiste, Henri Lucas apprend le métier de chaudronnier et travaille dans les mines. Il entre aux Jeunesses communistes en 1944 puis au Parti communiste français en 1945.
En 1961, Henri Lucas devient conseiller municipal de Vermelles. En 1968, il est élu suppléant de la députée de la 11e circonscription du Pas-de-Calais Jeannette Prin. Celle-ci décède en 1970 et Henri Lucas la remplace avant d'être élu en mars 1973. Inscrit au groupe communiste, il fait partie de la commission de la production et des èchanges.
En 1971, il est élu maire de Vermelles, mandat auquel s'ajoute celui de conseiller général du canton de Cambrin en 1973. Il meurt à Vermelles le 30 juillet 1978, à 51 ans, en cours de mandat et est remplacé par sa suppléante Angèle Chavatte.
Il était rédacteur à la Tribune du mineur.

## Détail des fonctions et des mandats

### Mandats parlementaires
- 7 avril 1970 - 11 mars 1973 : député de la 11e circonscription du Pas-de-Calais
  - Suppléant de Jeannette Prin de décembre 1962 à avril 1970, il remplace cette dernière à la suite de son décès dans un accident de la route
- 11 mars 1973 - 19 mars 1978 : député de la 11e circonscription du Pas-de-Calais
  - Élu au second tour avec 61,24 % des suffrages face au candidat gaulliste Émile Loup
- 19 mars 1978 - 30 juillet 1978 : député de la 11e circonscription du Pas-de-Calais
  - Réélu au second tour avec 63,25 % des voix face à Albert Caron (UDF), remplacé par sa suppléante Angèle Chavatte à partir du 31 juillet 1978

### Mandats locaux
- septembre 1961 - mars 1965 : conseiller municipal de Vermelles
- mars 1965 - mars 1971 : conseiller municipal de Vermelles
- mars 1971 - mars 1977 : maire de Vermelles
- septembre 1973 - 30 juillet 1978 : conseiller général du canton de Cambrin
- mars 1977 - 30 juillet 1978 : maire de Vermelles
- jusqu'au 30 juillet 1978 : conseiller régional